# Aspilota megastigmatica
Aspilota megastigmatica är en stekelart som beskrevs av Sergey A. Belokobylskij 2007. Aspilota megastigmatica ingår i släktet Aspilota och familjen bracksteklar. Inga underarter finns listade.